# Conus stearnsii
Conus stearnsii är en snäckart som beskrevs av Conrad 1869. Conus stearnsii ingår i släktet Conus och familjen kägelsnäckor. Inga underarter finns listade i Catalogue of Life.

## Bildgalleri

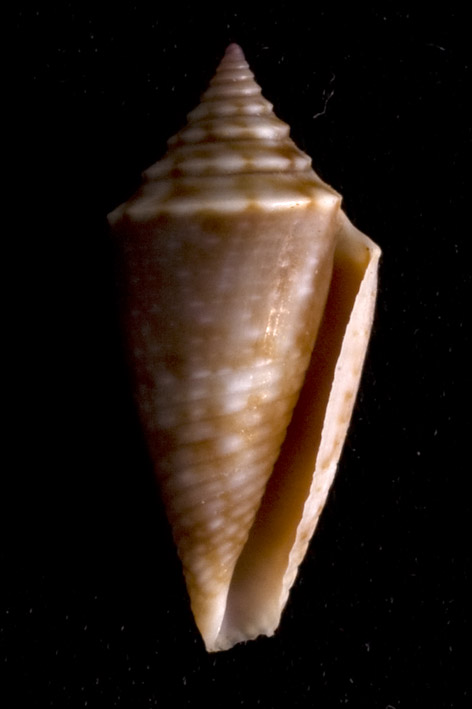
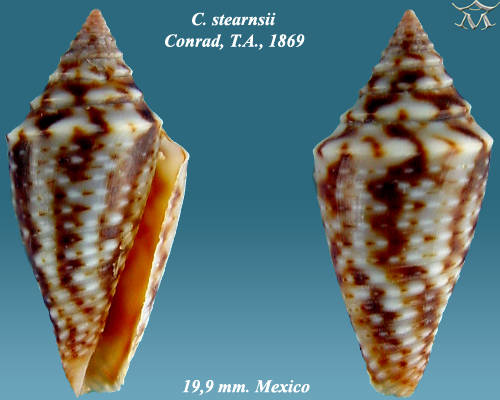
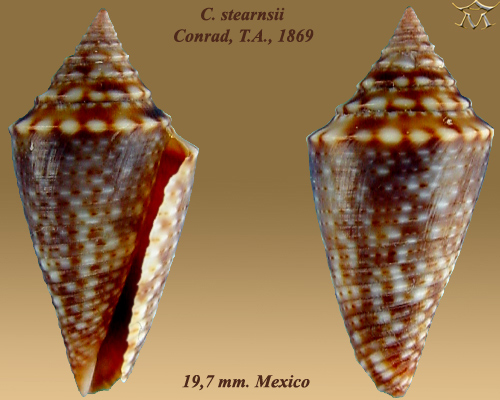
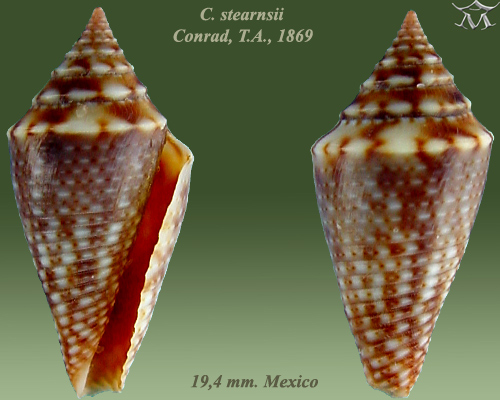